# Guido Zucchini (storico)
Guido Zucchini (Bologna, 1882 – Bologna, 14 maggio 1957) è stato un ingegnere e storico dell'arte italiano.

## Biografia

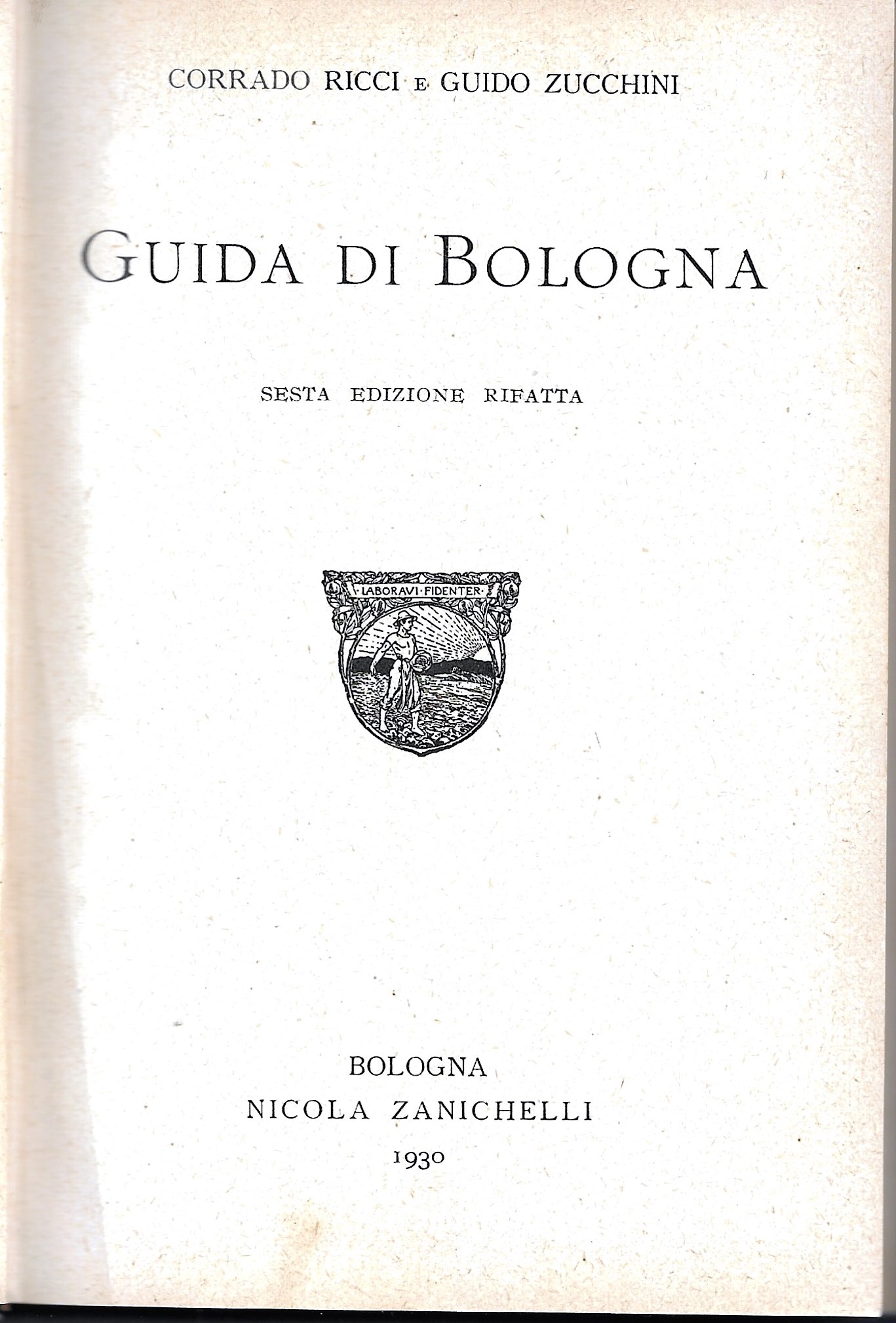
Corrado Ricci e Guido Zucchini - Guida di Bologna VI edizione - Nicola Zanichelli - 1930

Era figlio di Cesare Zucchini, presidente della Camera di Commercio nel 1888, anno in cui si effettua il restauro del Palazzo della Mercanzia a Bologna a cura di Alfonso Rubbiani (1848-1913) e Alfredo Tartarini (1845-1905).
Consegue la laurea in ingegneria civile nel 1905.
Ben presto entra a far parte del Comitato per Bologna Storica e Artistica in cui nel 1913, alla morte di Alfonso Rubbiani, insieme a Achille Casanova (1861-1948) ricopre il ruolo di consulente artistico del Comitato stesso sotto la presidenza di Francesco Cavazza, incarico ricoperto a titolo gratuito fino alla morte avvenuta il 14 maggio 1957 a Bologna.
Nel 1912 cura il restauro di una cappella nella chiesa di Santa Maria dei Servi a Bologna.
Nel 1930 collabora con Corrado Ricci alla pubblicazione della VI edizione della Guida di Bologna. 
Guido Zucchini muore a causa di problemi cardiaci nel 1957, nella sua abitazione in via Santo Stefano. È sepolto nella tomba di famiglia, nel Chiostro I o d'Ingresso della Certosa di Bologna.

## Restauri a Bologna

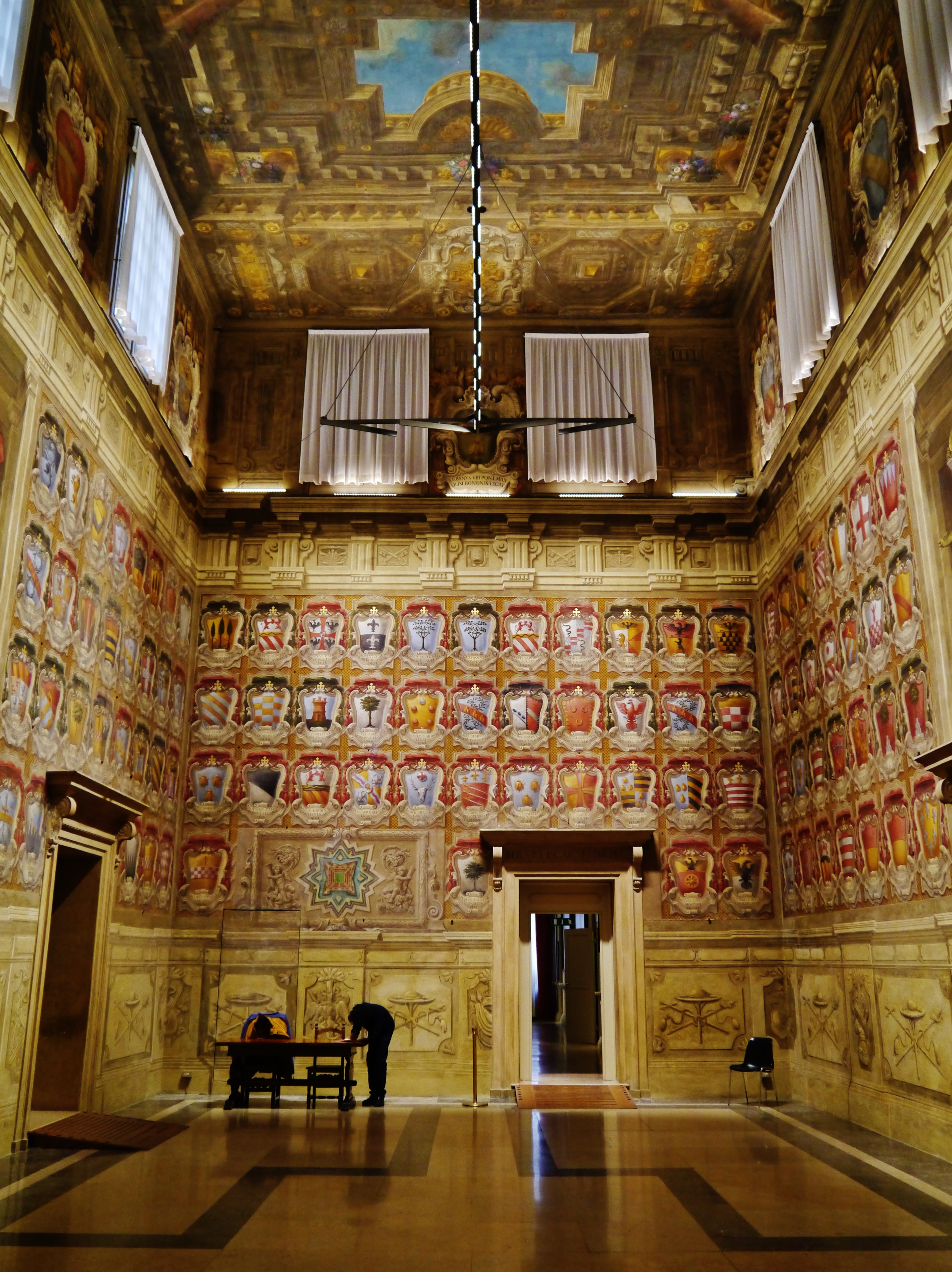
La Sala degli stemmi a Palazzo d'Accursio

- Chiesa di Santa Maria del Baraccano
- Case medievali Figallo, Reggiani, Seracchioli-Pasi e Rodondi sul lato est di Piazza della Mercanzia
- Palazzina Pepoli
- Abside di Santa Maria dei Servi[1]
- Cortile del Palazzo Comunale
- Complesso sacro di San Vittore
- Palazzo Pepoli antico
- Recupero delle grandi sale al secondo piano di Palazzo d'Accursio, tra cui la Sala degli stemmi nel 1933/34 restaurata da Antonio Mosca nel 1935

## Incarichi ricoperti
- Professore di Disegno presso la Università di Bologna
- Direttore del Museo civico d'arte industriale Davia Bargellini
- Direttore delle Collezioni comunali d'arte
- Direttore della Galleria d'arte moderna
- Direttore del Museo diocesano di San Petronio
- Membro della Deputazione di Storia Patria
- Ispettore Onorario ai Monumenti
- Membro della Commissione Toponomastica del Comune
- Membro dell’Accademia di Agricoltura di Bologna

## Onorificenze
- Accademico Clementino
- Accademico d'onore dell'Accademia nazionale di San Luca a Roma
- Medaglia d'oro del Comitato per Bologna Storica e Artistica